# 瑪利亞·克拉維
瑪利亞·瑪格麗特·克拉維（英語：Maria Margaret Klawe，1951年—）是一位電腦科学家，自2006年7月1日起于哈維穆德學院任職第五任院長，也是該學院自1955年成立以來第一位女性院長。她于1951年出生於多倫多，2009年入籍為美國公民，曾任普林斯頓大學工程與應用科學學院院長，聞名于倡導女性加强STEM領域的發展。

## 生平

### 學生時期
克拉維在安大略省多倫多市出生。4歲到12歲生活于蘇格蘭，其後返回到加拿大，與家人一起生活在艾伯塔省埃德蒙頓。雖對理科感興趣，但成長過程中，她一直被旁人勸説鮮少有女性修讀，而且從古至今都沒有出現過優秀的女性數學家，但克拉維仍堅持就讀理科，以實現理想。克拉維在艾伯塔大學修讀學士學位，期間停學14個月環遊世界各地旅行。在期間，她逐漸意識到自己喜歡數學，因此給艾伯塔大學寫了一封信，詢問可否跳過本科，直接修讀數學研究生，但是學校拒絕。於是她在1973年回到學院繼續完成理學士學位課程，并以優異的成績獲得純粹數學理學學士學位。
畢業後，她選擇留在艾伯塔大學攻讀研究生，1977年獲得艾伯塔大學的數學博士學位。同年奧克蘭大學的數學系聘用她爲助理教授，但只工作了一年，便開始在多倫多大學電腦科学專業——前從未研究過的學科——攻讀她的第二個博士學位，于畢業之前便收到了來自電腦科学部門面試教師職位的招聘請求，不久獲得了多倫多大學電腦科学專業的教職。雖然當時的學士課程不多，但每學期仍會註冊5個研究生課程，因此需要非常努力學習，每天的學習時長大約為16個小時

### 工作生涯
獲得了多倫多大學電腦科学專業的教職后，該校于1979年7月時正式聘請她擔任助理教授，她繼續在校任教了數年。1980 年，她与理論電腦科学家尼克·皮彭傑博士结婚，皮彭傑是一位备受瞩目的理论计算机科学家。整個20世紀80年代，他們都在加州聖何塞的IBM阿爾馬登研究中心任職研究科學家，克拉維其後又擔任離散數學組的經理和數學及相關電腦科学部的經理。她说："他们雇用我只是为了不失去尼克”。在 IBM 工作期間，克拉維和她的丈夫收到了許多著名大學的工作邀請函，但是他們都謝絕了。
雖然提供的薪金只有IBM的一半，她和丈夫尼克還是來到了哥倫比亞大學，以擴大那裡的電腦科学系。他們在那里生活了15年。從1988年至1995年擔任電腦科学系主任，1998年間升職為學生及學術服務副校長，一年後更擔任科學院院長直到2002年。2003年，從哥倫比亞大學轉到普林斯頓大學，成為第一位女工程學院院長。又在2005年時，收到一则关于哈維穆德學院招聘校长的公告，因爲教學理念相合，不久后便選擇轉到哈維穆德學院任教，亦成爲該校第一位女校長。當她剛剛到哈維穆德學院時，只有大約30%的學生和教師是女性，在她入職後自2008年以來，電腦科学相關科目和研究的女性入學率上升至45%，女性教師比例也提升至40%。即使到現在，克拉維仍然不時會親自進行學生招募招募，如果有教授有意招攬學生或者人才，她也會不遺餘力地幫助聯繫和審核。她於2009年1月29日入籍成為美國公民，2009年下半年，受邀加入了微軟公司的董事會。克拉維將於2023年卸任哈維穆德學院校長。

## 研究
克拉維在20世紀90年代主要研究搜索幾何算法中的應用領域，如廣義矩陣搜索、多邊形三角剖分等，其後亦有數篇研究關於如何增加計算機領域的女性參與度。她的朋友安妮塔·博格患上腦癌後，她創立了不列顛哥倫比亞大學和普林斯頓大學的合作項目，研究失語症並為患者開發認知輔助設備
，如掌上設備、聲音和圖像增強技術等，也曾發表對失語症研究見解的文章。在克拉維哈維穆德學院擔任校長后，她的研究工作主要涉及解決幾何優化問題的算法，分佈式領導選舉，和美術館問題，以及性別對電子遊戲的影響的研究。

## 觀點
克拉維一直致力于推廣提高婦女在科學、技術、工程領域的代表性和話語權。在哥倫比亞大學擔任院長期間，成為NSERC-IBM的科學和工程領域婦女主席，主要負責增加女性對科學和工程的興趣和參與。她擔任主席的五年中，她將電腦科学專業的女生比例從16%提高到27%，並將電腦科学專業的女教師人數從2人增加到7人。1991年，她與南希·利維森一起成立了CRA-W（英語：The Computing Research Association's Committee on the Status of Women in Computing Research），並擔任其第一任聯合主席。她也是安妮塔·博格的朋友，並在1996年至2011年期間擔任安妮塔·博格婦女與科技研究所的董事會主席。克拉維是女性薪酬談判的倡導者和領導者之一，他也表示部門文化可以在吸引女性加入STEM的同時維持她們的興趣，也不同意微軟首席執行官薩蒂亞·納德拉的觀點
她們不是真的在要求加薪，而是知道並信仰著系統會計算出你合理的的薪金，這可能是我們最初的“超能力”之一。坦白說，（那些）不要求加薪的女性就擁有這種能力。——薩蒂亞·納德拉
克拉維認為，女性應該在大學第一年，修讀入門的電腦科学及編程等課程。重點在於，學校需要展示這些領域中的趣味和吸引力，而不僅僅是強調嚴謹而又枯燥的理論基礎，再說服學生留下來。社會需要擺脫所有關於女性不擅長某些領域的偏見，如果中學階段就學習編程課程，學生至少還有四年的高中時間瞭解。她將技術領域缺乏女性歸因於媒體和社會對女性的描述，也討厭女性不抓住自己的機會。接受美國公共電視網採訪時，她描述了20世紀70年代的電視節目如何在展示男性的成功事業，如醫生或律師，令當時女性從醫的人數激增。克拉維認為“睾丸激素文化”阻礙了女性繼續學習CS，因為那些什麼都懂的男性嚇跑了那些想學習的人。
目前，克拉維正關注機器學習、人工智能、數據科學以及與這些學科相結合的道德和社會責任等方面，亦致力推進大規模開放線上課程（英語：Massive Open Online Courses），希望透過這些面向教師和學生的在線課程，解決全國中學生在科學教育方面的性別差距。

## 艺术
克拉維也曾展出过她所創作的的水彩画。每當她招收學生時，都會向學生展示自己的繪畫作品，啓發學生思考，令他們明白工程和科學等等的理科也是創造性學科，而不是只有公式和理論。在工程和科學中學習和工作，自然需要有創造力，而有足夠的創意、激情和才能的話，跨足其他領域也就不足為奇了。
從我有記憶以來，我就一直在畫畫。我發現很難在藝術和電腦科學之間做取捨。雖然最終還是選擇了科學這條路，但是只是因為我認為藝術作爲興趣比數學作爲興趣更容易。——瑪利亞·克拉維

## 獎項和榮譽
- 1996年被選為電腦協會研究員[34]

- 在2002年至2004年期間擔任計算機協會主席，並在2004年獲得了尼可·赫伯曼獎（英语：Computing Research Association#A. Nico Habermann Award）[35]

- 2006年被選為加拿大信息處理協會（英语：Canadian Information Processing Society）創始研究員[36]

- 2009年被選為美國文理科學院研究員[37]

- 2012年被選為美國數學協會研究員[38]

- 2014年獲得安妮塔·博格婦女與科技研究所頒發的“有遠見的女人”ABIE領導獎（英语：Woman of Vision ABIE Award for Leadership）的獲得者[39][40]

- 2014年在《財富》雜誌全球50位最偉大的領導者名單中排名第17位[41]。

- 2018年，她被《福布斯》列為“美國科技界50大女性”[42]

- 2019年被選為數學界女性協會研究員（英语：Association for Women in Mathematics）[43]

她在2001年被懷雅遜大學、2003年被滑鐵盧大學、2004年被皇后大學、2005年被戴爾豪斯大學、2006年被阿卡迪亞大學、2007年被艾伯塔大學、2008年被渥太華大學、2010年被不列顛哥倫比亞大學、2011年被馬里蘭大學、2015年被多倫多大學、2016年被康考迪亞大學、麦克马斯特大学、2017年萊斯布里奇大學和2018年被麥吉爾大學、西安大略大學、湯普森河大學授予榮譽博士學位。

## 參閱
- 计算机领域中的女性
- 哈維穆德學院
- 喬恩·史特勞斯（英语：Jon_Strauss）
- 普林斯頓大學